# Rhodostrophia tibetaria
Rhodostrophia tibetaria là một loài bướm đêm trong họ Geometridae.